# Süddeutsche Fußballmeisterschaft 1908/09

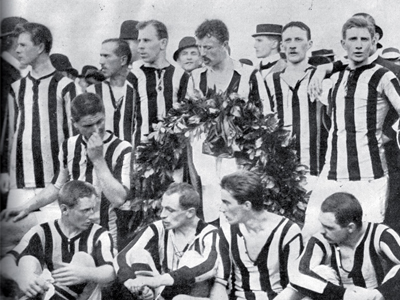
Die Meistermannschaft des Karlsruher FC Phönix um Kapitän Arthur Beier (Bildmitte)
nach dem landesweiten Titelgewinn in Breslau.

Die süddeutsche Fußballmeisterschaft 1908/09 des Verbandes Süddeutscher Fußball-Vereine gewann der Karlsruher FC Phönix im Endrundenturnier mit zwei Punkten Vorsprung vor dem 1. FC Nürnberg. Dies war der erste Gewinn der süddeutschen Fußballmeisterschaft für die Karlsruher, die sich dadurch für die deutsche Fußballmeisterschaft 1908/09 qualifizierten. Die Blau-Schwarzen zogen in der Endrunde um die deutsche Meisterschaft mit deutlichen Siegen über den FC München-Gladbach sowie den SC Erfurt ins Finale ein, wo sie Titelverteidiger Viktoria 89 Berlin mit 4:2 besiegten und die deutsche Fußballmeisterschaft gewannen.

## Modus und Übersicht
Der Austragungsmodus blieb gegenüber der Vorsaison unverändert, in vier regionalen Kreisen traten Mannschaften gegeneinander an, die vier Kreismeister spielten anschließend in einer Finalrunde den süddeutschen Fußballmeister aus. Die Staffeleinteilung in den vier Kreisen war gegenüber der Vorsaison erneut gestrafft worden. Im Süden gab es anstelle der drei Gauligen des Vorjahres erstmals eine eingleisige oberste Spielklasse, und der Nordkreis wurde von drei auf zwei Staffeln verkleinert. Die Vereine aus dem Mannheimer Raum spielten in dieser Runde nicht mehr im Nord-, sondern im Südkreis, wechselten aber im Jahr darauf schließlich in den Westkreis.
| Bezirk    | Bezirksmeister         |
| --------- | ---------------------- |
| Nordkreis | 1. Hanauer FC 1893     |
| Ostkreis  | 1. FC Nürnberg         |
| Südkreis  | Karlsruher FC Phönix   |
| Westkreis | FC 1900 Kaiserslautern |

## Nordkreis
Die A-Klasse des Nordkreises wurde in dieser Spielzeit von vier auf zwei Staffeln reduziert, im nächsten Jahr sollte dann eine eingleisige Nordkreisliga folgen. Im Bezirk I setzte sich der FSV Frankfurt, der seit Mai 1908 einen eigenen Sportplatz an der Seckbacher Landstraße besaß, souverän durch, lediglich die Frankfurter Kickers konnten dem FSV mit einem 3:3 einen Punkt abringen. In den anschließenden zwei Entscheidungsspielen entschied aber der Vorjahresmeister Hanauer 93, der sich in der Staffel II durchsetzen konnte, die Nordkreismeisterschaft für sich, und zog damit in die süddeutsche Endrunde ein.

### Staffel I
| Pl. | Verein                       | Sp.                                | Tore                               | Quote                              | Punkte                             |
| --- | ---------------------------- | ---------------------------------- | ---------------------------------- | ---------------------------------- | ---------------------------------- |
| 1.  | FSV Frankfurt                | 12                                 | 49:12                              | 4,08                               | 23:10                              |
| 2.  | FC Viktoria Hanau            | 12                                 | 39:17                              | 2,29                               | 18:60                              |
| 3.  | FV Frankfurter Kickers       | 12                                 | 23:14                              | 1,64                               | 15:90                              |
| 4.  | FC Hermannia Frankfurt       | 12                                 | 17:32                              | 0,53                               | 08:16                              |
| 5.  | FC Germania Frankfurt        | 12                                 | 20:35                              | 0,57                               | 08:16                              |
| 6.  | Frankfurter FC Victoria 1899 | 12                                 | 18:34                              | 0,53                               | 07:17                              |
| 7.  | Germania Bieber (N)          | 12                                 | 10:32                              | 0,31                               | 05:19                              |
| 8.  | Germania Wiesbaden           | nach dem 8. Spieltag zurückgezogen | nach dem 8. Spieltag zurückgezogen | nach dem 8. Spieltag zurückgezogen | nach dem 8. Spieltag zurückgezogen |

| (N) | Aufsteiger |

### Staffel II
| Pl. | Verein                       | Sp. | Tore  | Quote | Punkte |
| --- | ---------------------------- | --- | ----- | ----- | ------ |
| 1.  | 1. Hanauer FC 1893 (M)       | 14  | 63:17 | 3,71  | 25:30  |
| 2.  | SV Wiesbaden                 | 14  | 46:25 | 1,84  | 17:11  |
| 3.  | Frankfurter FC Britannia     | 14  | 52:36 | 1,44  | 17:11  |
| 4.  | FC Germania Bockenheim       | 14  | 39:37 | 1,05  | 16:12  |
| 5.  | Kickers Offenbach            | 14  | 35:35 | 1,00  | 13:15  |
| 6.  | FV Amicitia Bockenheim a (N) | 14  | 29:47 | 0,62  | 12:16  |
| 7.  | Frankfurter FC 1902 a        | 14  | 22:52 | 0,42  | 07:21  |
| 8.  | Bockenheimer FVgg            | 14  | 22:59 | 0,37  | 05:23  |

| (N) | Titelverteidiger Nordkreis |
| (N) | Aufsteiger                 |

### Finale Nordkreis
|                                  | Gesamt |                                        | Hinspiel | Rückspiel |
| -------------------------------- | ------ | -------------------------------------- | -------- | --------- |
| FSV Frankfurt (Sieger Staffel I) | 3:5    | 1. Hanauer FC 1893 (Sieger Staffel II) | 1:2      | 2:3       |

## Ostkreis
In der Staffel Mittelfranken war der Abstand zwischen den beiden führenden sowie den übrigen drei Mannschaften eklatant, die SpVgg. Fürth schlug etwa Schlusslicht Concordia Nürnberg mit 20:0. Torreich ging es aber auch im direkten Duell zwischen dem 1. FC Nürnberg und der Spielvereinigung zu: Das erste Duell endete mit 5:10 Toren, musste aber auf Protest der Fürther hin „wegen Unfähigkeit des Schiedsrichters“ wiederholt werden. Das Rückspiel des Derbys konnte der FC klar mit 6:1 gewinnen. Da sich beide Mannschaften im Verlauf der Runde keine weiteren Punkteinbußen leisteten, musste das Wiederholungsspiel an der Vacher Straßen über die Staffelmeisterschaft entscheiden. 2000 Zuschauer sahen ein hart umkämpftes Spiel, den Nürnbergern genügte das 3:3 schließlich zur Gaumeisterschaft.
Da der Vertreter der Donau-Staffel, MTV Augsburg, auf die Teilnahme an der Endrunde verzichtete, traf der FCN in der Endrunde des Ostkreises lediglich auf den Münchner Vertreter MTV 1879 und setzte sich durch ein 5:1 im Entscheidungsspiel durch.

### Staffel Mittelfranken
| Pl. | Verein                    | Sp. | S | U | N | Tore    | Quote | Punkte |
| --- | ------------------------- | --- | - | - | - | ------- | ----- | ------ |
| 1.  | 1. FC Nürnberg (M)        | 8   | 7 | 1 | 0 | 068:800 | 8,50  | 15:10  |
| 2.  | SpVgg Fürth               | 8   | 6 | 1 | 1 | 075:150 | 5,00  | 13:30  |
| 3.  | FC Franken Nürnberg       | 8   | 3 | 0 | 5 | 018:280 | 0,64  | 06:10  |
| 4.  | SV Noris Nürnberg         | 8   | 3 | 0 | 5 | 017:500 | 0,34  | 06:10  |
| 5.  | FC Concordia Nürnberg (N) | 8   | 0 | 0 | 8 | 003:800 | 0,04  | 0:16   |

| (M) | Titelverteidiger Ostkreis |
| (N) | Aufsteiger                |

### Staffel Oberbayern
| Pl. | Verein                      | Sp. | S | U | N | Tore    | Quote | Punkte |
| --- | --------------------------- | --- | - | - | - | ------- | ----- | ------ |
| 1.  | MTV München von 1879        | 8   | 5 | 3 | 0 | 018:800 | 2,25  | 13:30  |
| 2.  | F.A. Bayern im Münchener SC | 8   | 5 | 1 | 2 | 024:900 | 2,67  | 11:50  |
| 3.  | TV 1860 München             | 8   | 2 | 2 | 4 | 017:180 | 0,94  | 06:10  |
| 4.  | FC Wacker München           | 8   | 2 | 1 | 5 | 014:270 | 0,52  | 05:11  |
| 5.  | Turngemeinde München        | 8   | 2 | 1 | 5 | 010:210 | 0,48  | 05:11  |

### Staffel Donau
Aus der Staffel Donau ist nur der Sieger, MTV Augsburg, überliefert.

### Endrunde Ostkreis
Der Vertreter der Staffel Donau, MTV Augsburg, verzichtete auf die Teilnahme an der Endrunde, wodurch nur das Finale gespielt wurde. Da sowohl Nürnberg, als auch München, jeweils ein Spiel für sich entscheiden konnten und eine Addition der Ergebnisse nicht vorgesehen war, kam es zu einem Entscheidungsspiel, welches die Nürnberger gewannen.
|                                         | Gesamt |                                               | Hinspiel | Rückspiel | 3. Spiel |
| --------------------------------------- | ------ | --------------------------------------------- | -------- | --------- | -------- |
| MTV München (Sieger Staffel Oberbayern) | 05:11  | 1. FC Nürnberg (Sieger Staffel Mittelfranken) | 4:3      | 0:3       | 1:5      |

## Südkreis
Der Karlsruher FC Phönix konnte sich in diesem Jahr erstmals die Südkreismeisterschaft sichern. Phönix hatte sich in den vorangegangenen Jahren vor allem durch seine gute Nachwuchsarbeit nach vorne gearbeitet – in die Mannschaft um „Urgestein“ und Kapitän Arthur Beier waren unter anderem die späteren Nationalspieler Robert Neumaier, Karl Wegele und Emil Oberle hineingewachsen – und krönte die Saison schließlich mit dem deutschen Meistertitel. Der Titelverteidiger Stuttgarter Kickers belegte mit einem Punkt Rückstand Platz zwei, und „Altmeister“ Karlsruher FV, der mit Fritz Förderer einen aktuellen und Ernst Hollstein und einen späteren Nationalspieler in seinen Reihen hatte, fiel nach gutem Start im Verlauf der Runde auf Rang vier zurück.
| Pl. | Verein                      | Sp. | S  | U | N  | Tore    | Quote | Punkte |
| --- | --------------------------- | --- | -- | - | -- | ------- | ----- | ------ |
| 1.  | Karlsruher FC Phönix        | 18  | 12 | 4 | 2  | 060:220 | 2,73  | 28:80  |
| 2.  | Stuttgarter Cickers (SM)(M) | 18  | 12 | 3 | 3  | 061:210 | 2,90  | 27:90  |
| 3.  | 1. FC Pforzheim             | 18  | 10 | 5 | 3  | 059:310 | 1,90  | 25:11  |
| 4.  | Karlsruher FV               | 18  | 10 | 2 | 6  | 051:280 | 1,82  | 22:14  |
| 5.  | Mannheimer FC Viktoria 1897 | 18  | 8  | 3 | 7  | 044:600 | 0,73  | 19:17  |
| 6.  | FC Alemannia Karlsruhe      | 18  | 8  | 2 | 8  | 033:400 | 0,83  | 18:18  |
| 7.  | FC Karlsvorstadt            | 18  | 5  | 6 | 7  | 030:380 | 0,79  | 16:20  |
| 8.  | Freiburger FC               | 18  | 5  | 3 | 10 | 032:550 | 0,58  | 13:23  |
| 9.  | Mannheimer VfB Union        | 18  | 4  | 2 | 12 | 027:680 | 0,40  | 10:26  |
| 10. | Mannheimer FG 1896          | 18  | 0  | 2 | 16 | 021:550 | 0,38  | 02:34  |

| (SM) | süddeutscher Titelverteidiger |
| (M)  | Titelverteidiger Südkreis     |

## Westkreis
Der Westkreis umfasste wie im Vorjahr lediglich die Pfälzer Vereine, oder besser gesagt, handelte es sich erneut um einen breit angelegten Städtevergleich: In der A-Klasse traten vier Mannschaften aus Ludwigshafen und drei aus Kaiserslautern gegeneinander an. Am Rundenende lag der FC 1900 Kaiserslautern gleichauf mit Titelverteidiger FC Pfalz Ludwigshafen. In einem Entscheidungsspiel setzten sich die Lautrer schließlich durch, wurden damit erstmals Westkreismeister und zogen in die süddeutsche Endrunde ein.

Der FC 1900 Kaiserslautern
wurde erstmals Westkreismeister.

| Pl. | Verein                      | Sp. | S  | U | N | Tore    | Quote | Punkte |
| --- | --------------------------- | --- | -- | - | - | ------- | ----- | ------ |
| 1.  | FC 1900 Kaiserslautern b    | 12  | 10 | 0 | 2 | 051:210 | 2,43  | 20:40  |
| 2.  | FC Pfalz Ludwigshafen (M)   | 12  | 10 | 0 | 2 | 053:130 | 4,08  | 20:40  |
| 3.  | FC Palatia Kaiserslautern b | 12  | 6  | 2 | 4 | 037:250 | 1,48  | 14:10  |
| 4.  | Ludwigshafener FG 03 (N)    | 12  | 5  | 1 | 6 | 030:280 | 1,07  | 11:13  |
| 5.  | Germania Ludwigshafen (N)   | 12  | 5  | 0 | 7 | 029:350 | 0,83  | 10:14  |
| 6.  | FC Revidia Ludwigshafen     | 12  | 2  | 1 | 9 | 006:440 | 0,14  | 05:19  |
| 7.  | FC Bavaria Kaiserslautern b | 12  | 1  | 2 | 9 | 018:580 | 0,31  | 04:20  |

| (M) | Titelverteidiger Westkreis |
| (N) | Aufsteiger                 |

Entscheidungsspiel Platz 1:
|                        | Ergebnis |                       |
| ---------------------- | -------- | --------------------- |
| FC 1900 Kaiserslautern | 3:2      | FC Pfalz Ludwigshafen |

## Endrunde um die süddeutsche Meisterschaft
Südkreismeister Phönix Karlsruhe konnte sich trotz einer 1:2-Heimniederlage gegen den schärfsten Rivalen 1. FC Nürnberg durchsetzen und sicherte sich damit den ersten süddeutschen Titel. Die Franken verloren neben dem Rückspiel in Nürnberg auch beim Nord-Vertreter Hanau 93 und mussten sich mit der Vizemeisterschaft begnügen. Westkreismeister FV Kaiserslautern blieb wie schon sein Vorgänger FC Pfalz 03 chancenlos und verlor beim FC Phönix sogar zweistellig.

### Kreuztabelle
| 1909                 | Karlsruher FC Phönix | 1. FC Nürnberg | 1. Hanauer FC 1893 | FV Kaiserslautern |
| -------------------- | -------------------- | -------------- | ------------------ | ----------------- |
| Karlsruher FC Phönix |                      | 1:2            | 5:0                | 16:0              |
| 1. FC Nürnberg       | 3:4                  |                | 5:3                | 3:1               |
| 1. Hanauer FC 1893   | 0:8                  | 4:1            |                    | ?:?               |
| FV Kaiserslautern    | 2:3                  | 2:9            | ?:?                |                   |

### Abschlusstabelle
| Pl. | Verein                                    | Sp. | S | U | N | Tore    | Quote | Punkte |
| --- | ----------------------------------------- | --- | - | - | - | ------- | ----- | ------ |
| 1.  | Karlsruher FC Phönix (Sieger Südkreis)    | 6   | 5 | 0 | 1 | 037:700 | 5,29  | 10:20  |
| 2.  | 1. FC Nürnberg (Sieger Ostkreis)          | 6   | 4 | 0 | 2 | 023:150 | 1,53  | 08:40  |
| 3.  | 1. Hanauer FC 1893 (Sieger Nordkreis)     | 6   | 2 | 1 | 3 | 012:230 | 0,52  | 05:70  |
| 4.  | FV 1900 Kaiserslautern (Sieger Westkreis) | 6   | 0 | 1 | 5 | 009:360 | 0,25  | 01:11  |